# Ancien couvent de Santo Domingo
L'ancien couvent de Santo Domingo de Guzmán est situé dans la ville de Chiapa de Corzo dans l'état du Chiapas, au Mexique.
Le couvent et l'église de Santo Domingo sont construits au XVIe siècle, plus tard le monastère est sécularisé, mais l'église conserve sa fonction originale. Le bâtiment, qui a deux cours, est restauré entre 1999 et 2002, pour être converti en centre communautaire et culturel, en plus, le Musée de la laque, fondé en 1952, est déplacé à l'intérieur et occupe la majeure partie de l'étage supérieur. Ce musée contient environ 450 pièces provenant de diverses régions du Mexique et d'Asie, fabriquées pour la plupart au XXe siècle. Le complexe comprend également des salles d'expositions permanentes et temporaires, ainsi qu'un auditorium et divers types d'ateliers. L'ensemble de l'édifice s'appelle officiellement la Casa Escuela de Tradiciones, mais il est plus communément appelé le Museo de la Laca.

## L'ancien couvent
Le complexe de l'ancien monastère est construit avec l'église de Santo Domingo sur une petite colline surplombant le Río Grijalva, dans la seconde moitié du XVIe siècle, et est attribué à Pedro de Barrientos et Juan Alonso. La partie qui correspond à l'église est considérée comme l'un des bâtiments les mieux conservés du Chiapas du XVIe siècle,. L'ancien monastère est situé derrière la grande église et possède deux cours principales. Il est sécularisé pendant la Guerre de Réforme, mais l'église de Santo Domingo conserve sa fonction originelle. Il est restauré entre 1999 et 2002 par le Secrétariat du Développement Urbain et de l'Écologie (SEDUE), afin d'en faire le centre communautaire et culturel de la ville de Chiapa de Corzo, en y établissant le Musée de la Laque. Ce complexe, ainsi que d'autres installations, est administré par le Conseil d'État pour la Culture et les Arts du Chiapas (CONECULTA),.

## Le musée et le laquage au Mexique
Unique en son genre, le Musée de la Laque est fondé en 1952 par le poète du Chiapas, Armando Duvalier Cruz Reyes. Il contient une collection de 450 pièces réalisées entre 1906 et 1980, de Pátzcuaro, Quiroga et Uruapan, dans l'état de Michoacán ; Olinalá, dans l'état de Guerrero ; ainsi que du Chiapas. Il y a aussi des pièces étrangères du Guatemala, de Chine, de Thaïlande et du Japon. On y organise également des expositions publiques sur le processus de laquage,.
La laque a une double histoire au Mexique. Il y a eu une variante pendant la période préhispanique appelée « maque », dont des preuves sont trouvées dans la grotte de La Garrafa, au Chiapas. Cependant, les Espagnols apportent également leur version qui vient d'Asie en Europe. Les objets en céramique peints et les articles ménagers aux couleurs vives et aux motifs complexes ont déjà une longue histoire à l'époque mésoaméricaine. Le changement après la conquête est principalement dans le style avec une prédominance de motifs floraux et d'oiseaux. Plus tard, les importations en provenance d'Asie par l'intermédiaire du Galion de Manille ont également un effet sur le style.
Le travail avec la laque mexicaine traditionnelle est basé sur l'huile d'une graine appelée chia, ainsi que celles d'une plante appelée chiclote. Cette graine est grillée et moulue, puis pressée pour en extraire l'huile, qui est ensuite mélangée à une substance cireuse produite par l'espèce femelle d'insectes coccus axin. Le mélange est pigmenté avec des colorants d'origine minérale, végétale et animale et sert à peindre des objets. Les articles laqués comprennent des jícaras (souvent utilisés comme récipients), des jouets, des boîtes en bois et des meubles.

## Autres installations
En plus du musée, il y a plusieurs salles et espaces dans le complexe. À côté des salles consacrées aux articles en laque, il y a une salle consacrée à Franco Lázaro Gómez (es), un artiste de Chiapa de Corzo. Cette exposition comprend plusieurs de ses lithographies et diverses œuvres d'art graphique, ainsi que des peintures murales, pour un total de quarante-cinq pièces. Ses œuvres se concentrent sur les légendes, la vie quotidienne et les gens de sa ville natale. Dans la salle « Alejandrino Nandayapa Ralda » sont organisés des événements tels que des expositions temporaires d'art, de photographie et bien plus encore. L'Auditorium « Matías de Córdoba » a une capacité d'accueil de quatre-vingts personnes et abrite un ciné-club. Il y a aussi une salle consacrée à l'histoire du bâtiment et une exposition permanente de photographies, ainsi qu'un magasin d'artisanat local, y compris des objets laqués. Ces pièces entourent les deux cours principales.
Des ateliers de danse folklorique, de marimba, de peinture, d'écriture et de recyclage sont régulièrement organisés pour les enfants et les adultes. Des visites guidées sont également disponibles. Le musée participe à des échanges avec d'autres institutions culturelles nationales et internationales. Ateliers de laquage, fabrication de masques Parachicos, artisanat du bois, céramique, broderie et plus encore sont offerts.

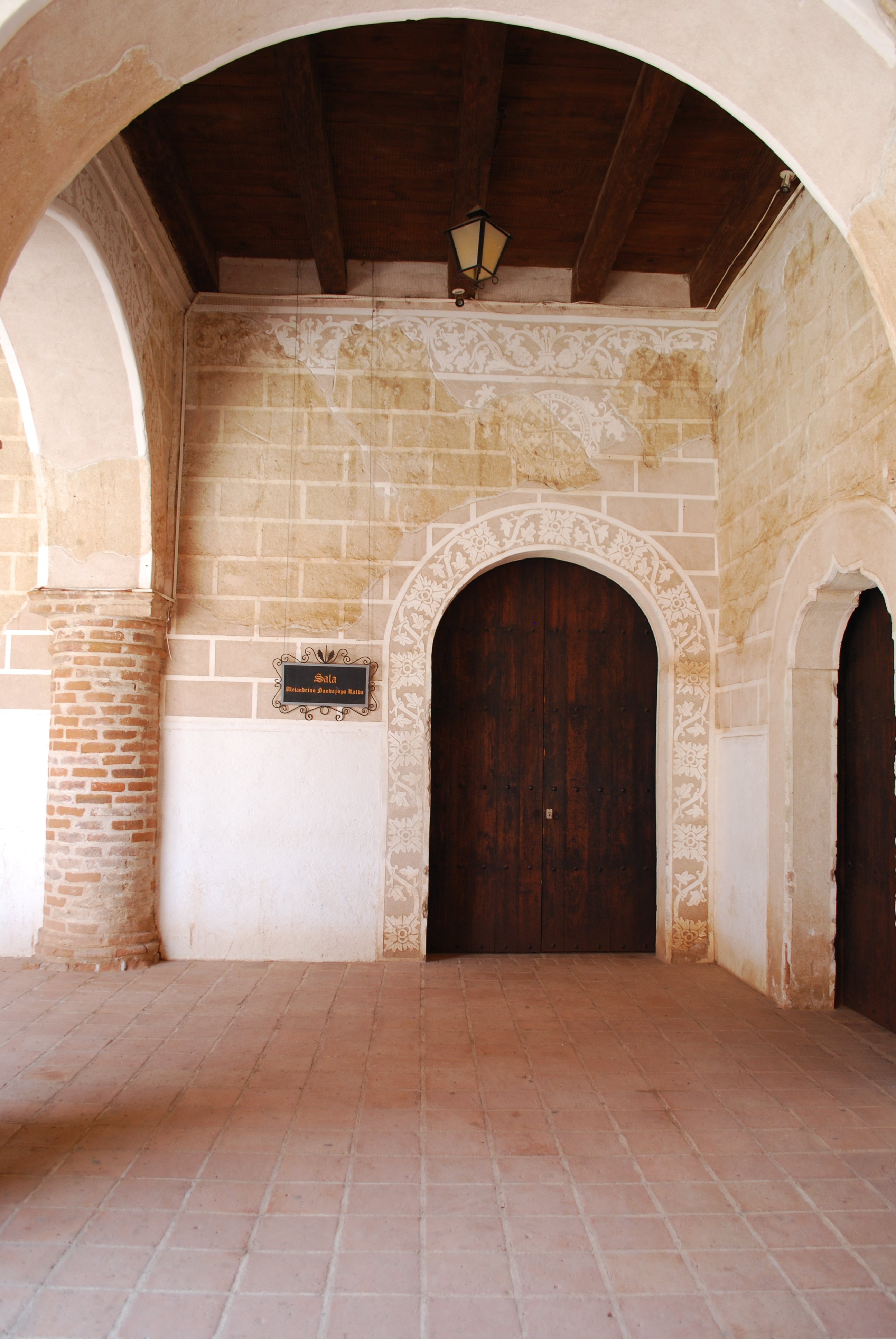
Vue intérieure de l'ancien couvent
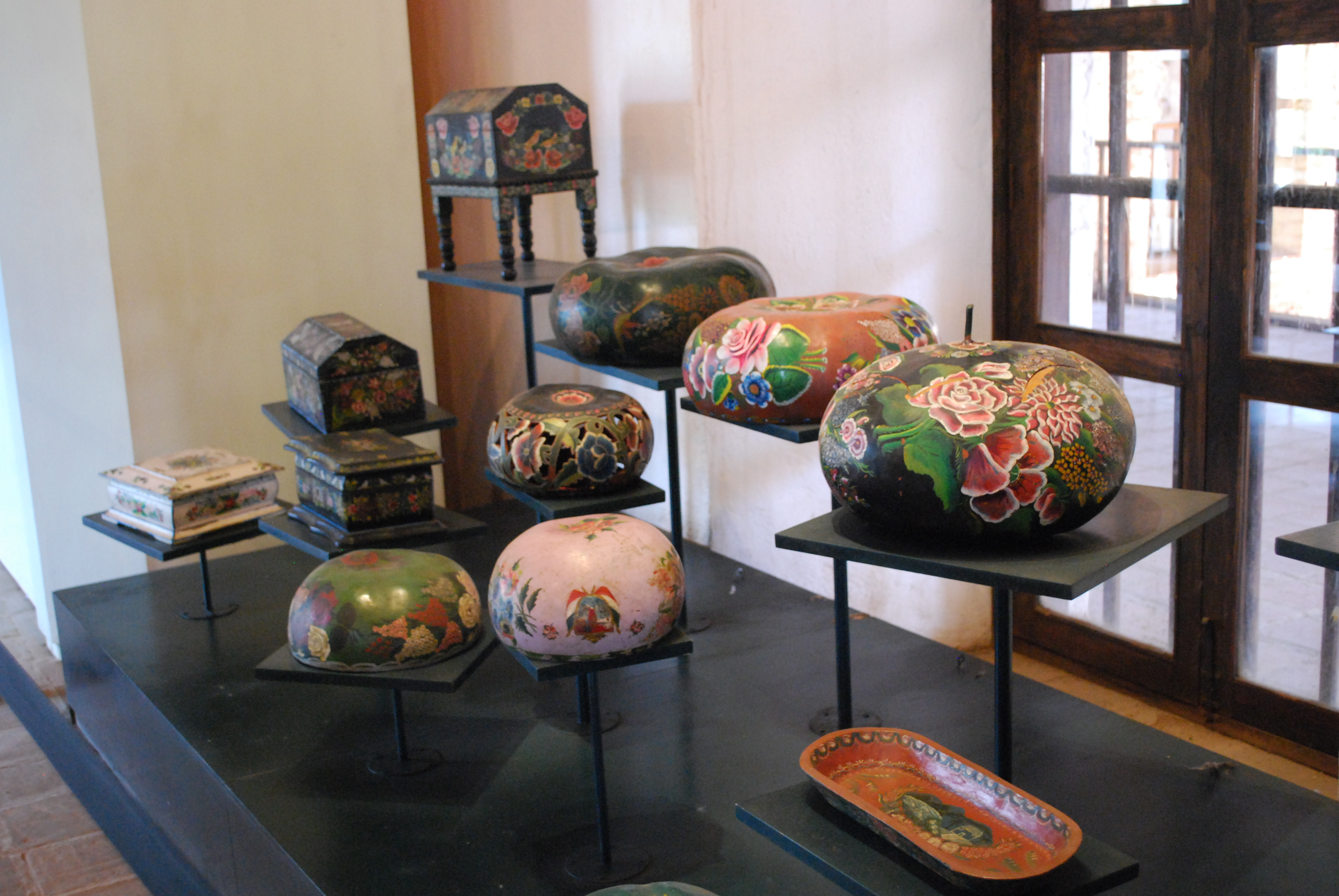
Exhibition de cuencos et de jícaras lacadas dans le musée.
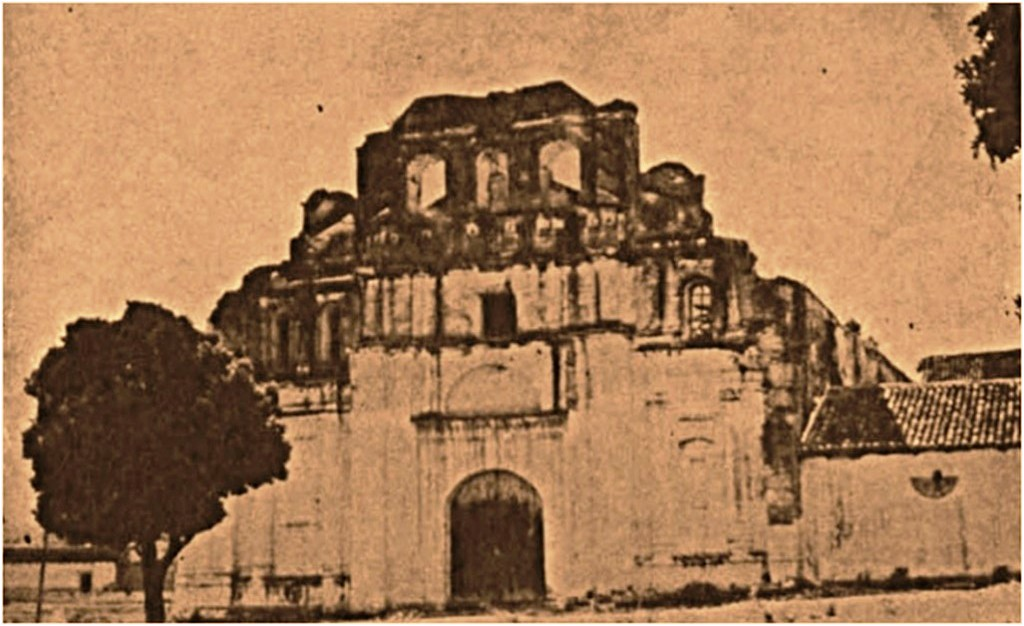
Cour intérieure de la grande église à côté de l'ancien couvent